# Alpo Marttinen
Alpo Kullervo Marttinen, född 4 november 1908 i Nedertorneå, död 20 december 1975 i Falls Church, Virginia, var en finsk officer som ledde sitt regemente vid många viktiga fältslag under fortsättningskriget, bland annat den avgörande avvärjningssegern vid Tienhaara.

## Bakgrund
Marttinens föräldrar var konduktören Albin Marttinen och Lovisa Kuitunen. Hemmet var kristet och fosterländskt och han tvekade mellan teologi och militärbanan. Efter studenten 1927 valde han dock kadettskolan. Hans bröder Einar och Olli blev jägarlöjtnant respektive kyrkoherde. Han var medlem i Akademiska Karelen-Sällskapet.
Han gifte sig med Lea Mirjam Järvenpää, som dog i USA 23 november 2007.

## Fortsättningskriget
Marttinen var 1942–22 kommendör för det svenskösterbottniska infanteriregementet IR 61. Han ledde i juni 1944 med framgång försvaret vid Tienhaara nordväst om Viborg. Orten betecknades som "Finlands lås", och har även kallats Finland Thermopyle, och segern hejdade en rysk framryckning till Helsingfors. För denna prestation blev han rekordung (35 år) befordrad till överste. För denna och andra bedrifter under kriget erhöll Marttinen den 4 december 1944 som nummer 163 2:a klassens Mannerheimkors.
Marttinen kunde inte svenska, men lärde sig språket på praktisk väg. Han var omtyckt bland manskapet, men hans chef general Siilasvuo ansåg honom besvärlig. Han kunde handla egenmäktigt och var självupptagen intill hänsynslöshet, vilket tog sig uttryck i vilja att behålla initiativet och ta eget ansvar.

## Landsflykt
Efter fredsslutet kom Marttinen och vissa andra officerare att bli eftersökta av den finska säkerhetspolisen Stapo, en polisorganisation som vid tillfället till stor del stod under segrarmakten Sovjetunionens inflytande. Brottet dessa krigare hade begått var att gömma undan vapen som skulle kunna användas om Sovjet hade försökt införliva Finland på samma sätt som man gjort med baltstaterna Estland, Lettland och Litauen.
För att undvika att gripas och för ett fortsatt liv i frihet tog Marttinen med sig några av sina män som på olika vägar kom till USA. Där blev de efter diverse bekymmer antagna i USA:s armé där flera av dem gjorde framgångsrika karriärer. Marttinen började som vanlig menig 1947, blev 1948 korpral, 1951 överstelöjtnant och 1961 överste. Han gick i pension 1968. Amerikansk medborgare blev han 1951. 
Han drevs av karriärlystnad, men trivdes inte bakom skrivborden i Pentagon med dess intriger. Han var rakt på sak, vänfast, men också allmänt oartig. Mycket av Marttinens och de andra männens liv efter 1944 har beskrivits av J. Michael Cleverly i boken Lauri Törni.
President Urho Kekkonen skulle gärna ha befordrat Marttinen till general efter dennes pensionering, men avstod av hänsyn till Sovjet. Däremot försökte han förmå amerikanerna att förära honom, som tjänat deras militär i många länder och ansågs vara expert på kommunismen, generals grad. Efter ett tal som Marttinen höll för Föreningen finska vapenbröder i Amerika 15 april 1973, och som publicerades på svenska i Vasabladet hamnade han dock på kollisionskurs med Kekkonen, som kritiserade honom skarpt i ett av sina beryktade kvarnbrev. 1974 förklarades han av Finlands ambassadör i Washington och av utrikesminister Ahti Karjalainen vara persona non grata i Finland.
2008 avtäcktes en minnestavla på kasernområdet i Vasa militärdistrikt där Marttinen år 1945–46 var chef.